# Linux Standard Base
Linux Standard Base, også kaldet LSB, er et fælles projekt bestående af en række forskellige Linux-distributører. LSB er formelt set organiseret under Free Standards Group med det formål at standardisere den interne struktur i Linux-baserede styresystemer. Målet med LSB er at opnå en øget kompatibilitet mellem forskellige Linux-distributioner og videre at gøre det muligt at afvikle samme program på alle LSB-kompatible systemer.

## Ekstern henvisning
- Linux Standard Bases websted